# Chikara
Chikara — американська професійна федерація реслінгу, яка розташована в місті Філадельфія, штат Пенсильванія. Японські ієрогліфи на логотипі компанії означають «сила». Її заснував Майк Куакебаш у 2002 році для підготовки молодих талантів. Майк сам нерідко брав участь у дійстві.
Федерація реслінгу спеціалізується на командних поєдинках і робить основний акцент на стиль Луча Лібре (багато прийомів у повітрі). Щорічно проводить два своїх основних шоу: Тріо королів, яке традиційно відбувалось у проміжку між лютим і березнем, але у 2012 році перенеслось на вересень і Torneo Cibernetico, що відбувається щорічно в період з вересня по листопад і за основу взято командні поєдинки.

## Титули
| Назва титулу           | Чемпіон                     | Дата виграшу   | Місце виграшу      |
| ---------------------- | --------------------------- | -------------- | ------------------ |
| Grand Championship     | Ікарус                      | 25 травня 2014 | Істон, Філадельфія |
| Campeonatos de Parejas | The Devastation Corporation | 6 грудня 2014  | Філадельфія        |
| Young Lions Cup        | Хайді Лавлейс               | 6 грудня 2014  | Філадельфія        |